# Afrikanische Binsenralle
Die   Afrikanische Binsenralle (Podica senegalensis), auch Afrikanisches Binsenhuhn oder Tüpfelbinsenralle, auch kurz Binsenralle genannt,  ist der größte Vertreter aus der Familie der Binsenrallen. Sie ist gleichzeitig die einzige Art innerhalb der Gattung Podica. Es werden vier Unterarten unterschieden.
Die Bestandssituation wird mit nicht gefährdet (=least concern) angegeben.

## Aussehen
Je nach Unterart und Geschlecht erreichen Afrikanische Binsenrallen eine Körperlänge zwischen 35 und 59 Zentimeter. Die Männchen sind dabei deutlich größer und schwerer als die Weibchen. Der Körperbau ist schlank und stromlinienförmig, der Schnabel entspricht der Kopflänge. Zu den anatomischen Besonderheiten der Afrikanischen Binsenralle gehört eine Kralle am Flügel, die ihnen das Klettern im Ufergebüsch erleichtert. Wie für Binsenrallen charakteristisch haben sie an ihren Zehen Schwimmlappen.
Das Gefieder ist an Hals und Nacken sowie auf den Flügeln und am Rücken braun. Brust und Bauch sind hell ockerfarben. Ein weißer Streif beginnt am Auge und verläuft seitlich entlang des Halses bis zum Nacken. Die Männchen haben einen grauen Kehlfleck, die Weibchen einen weißen. Die Armdecken und der Rücken sind hell getupft, die Flanken sind quer gebändert. Die Steuerfedern sind dunkelbraun und stark versteift. Schnabel und Beine sind leuchtend rot.

## Verbreitung der einzelnen Unterarten
Diese Art kommt im tropischen Subsahara-Afrika von Senegal bis Ostafrika und südwärts bis zum Kap vor. Die Unterarten kommen dabei in folgenden Regionen vor:
- Podica senegalensis senegalensis: Senegal bis in den Osten der Demokratischen Republik Kongo, Uganda, Nordwesten von Tansania und Äthiopien
- Podica senegalensis somereni: Kenia und Nordosten von Tansania
- Podica senegalensis camerunensis: Süden Kameruns bis Gabun, Republik Kongo und Norden der Demokratischen Republik Kongo
- Podica senegalensis petersii: Angola bis Südosten der Demokratischen Republik  Kongo,  Sambia, Mosambik und der Osten Südafrikas.

## Lebensraum und Lebensweise

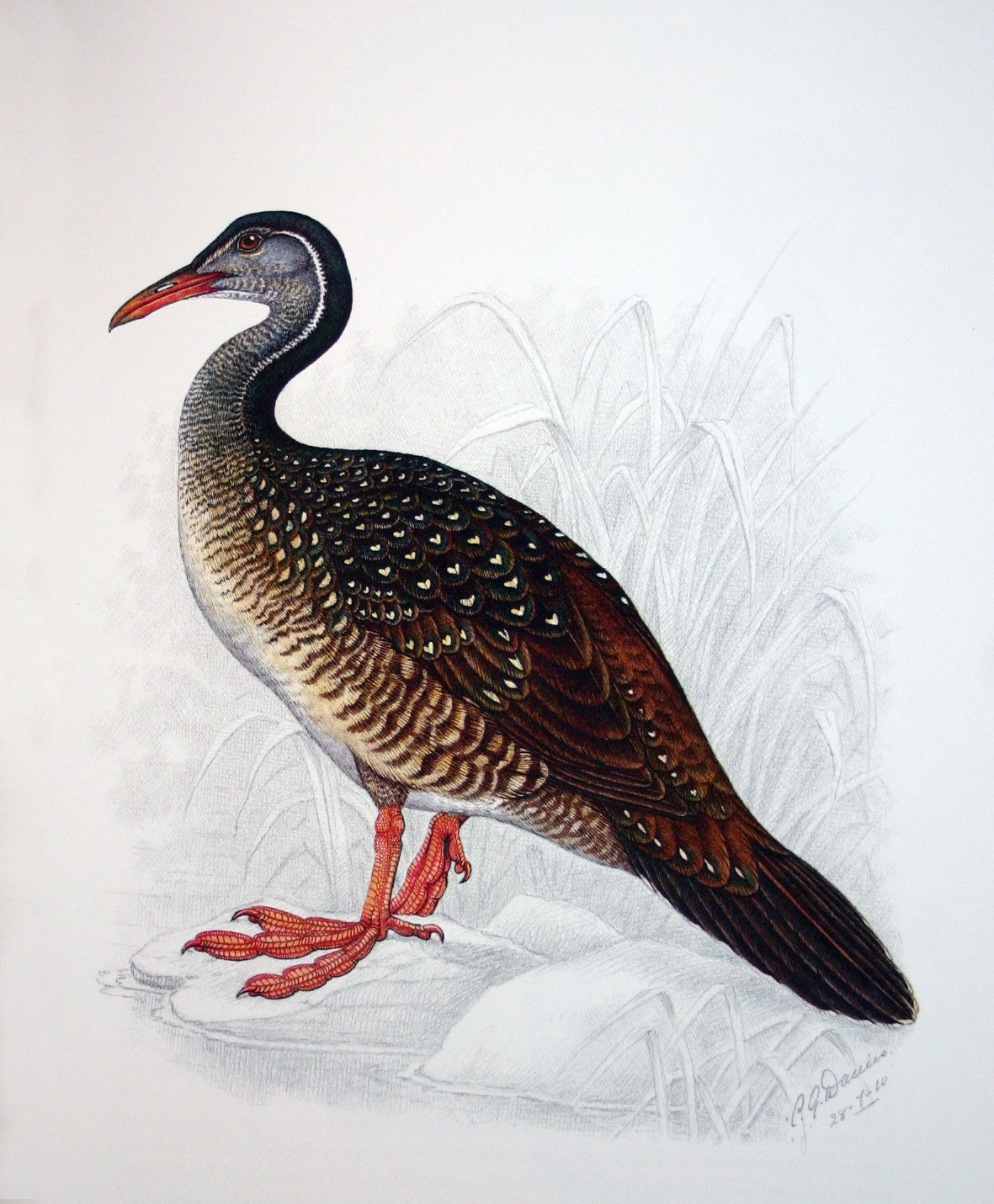
Afrikanische Binsenralle

Die Afrikanische Binsenralle kommt in Wäldern und baumbestandenen Savannen im dichten Ufergebüsch von Fließgewässern sowie in Mangrovensümpfen vor. Schnellfließende oder stehende Gewässer werden von ihr generell gemieden und sie ist nur selten außerhalb der Ufervegetation anzutreffen. Sie hält sich überwiegend auf dem Wasser auf und flüchtet bei Störung gewöhnlich ins Ufergebüsch. Sie ist an Land ein schneller Läufer und guter Kletterer.
Die Nahrung besteht überwiegend aus Wasserinsekten, Weichtieren und anderen Wirbellosen. Daneben fressen sie auch kleine Fische, Frösche und Schlangen sowie gelegentlich Pflanzenteile.
Die Afrikanische Binsenralle ist ein territorialer Standvogel und verteidigt ganzjährig ein Revier. Die Brutperiode fällt gewöhnlich in die Zeit, in der die Fließgewässer ihres jeweiligen Lebensraum das meiste Wasser führen. Das Nest wird vom Weibchen entweder im Gebüsch über dem Wasser gebaut oder auf angeschwemmten Pflanzenmaterial direkt auf dem Wasser. Das Gelege umfasst 2 rotbraune bis cremefarbene Eier. Es brütet nur das Weibchen.

## Einzelbelege
1. 1 2  Podica senegalensis in der Roten Liste gefährdeter Arten der IUCN 2015.4. Eingestellt von: BirdLife International, 2012. Abgerufen am 20. September 2016.
2. 1 2   W. Grummt, H. Strehlow (Hrsg.): Zootierhaltung Vögel. S. 278.
3. ↑   Afrikanische Binsenralle auf Avibase, aufgerufen am 20. September 2016
4. ↑   W. Grummt, H. Strehlow (Hrsg.): Zootierhaltung Vögel. S. 277